# ミオカマイシン
ミオカマイシン（英：Miocamycin）はマクロライド系抗生物質である。エリスロマイシンに類似した抗菌スペクトルを持つが、レジオネラ・ニューモフィラ（レジオネラ症の原因菌）、マイコプラズマ・ホミニス、Ureaplasma urealyticumなど特定の細菌に対してより高い効果を示す 。In-vivo研究ではミオカマイシンは、薬がn-vitroでのデータより効果的であることを報告している。